# Assemblée Nationale (Seychellen)
De Assemblée Nationale is het eenkamerparlement van de Seychellen. De Assemblée telt 35 zetels. Tot aan de invoering van het meerpartijensysteem in het begin van de jaren 90 telde de Assemblée 23 zetels, alle bezet door leden van het Front Progressiste du Peuple Seychellois. 
Om de vijf jaar worden er parlementsverkiezingen gehouden.

## Overzicht zetelverdeling
De volgende zetelverdeling werd bepaald bij de verkiezingen van 2020.
| Afk. | Partijnaam                | Vertaling                         | Zetels |
| ---- | ------------------------- | --------------------------------- | ------ |
| LDS  | Linyon Demokratik Seselwa | Seychelse Democratische Alliantie | 25     |
| US   | United Seychelles         | Verenigde Seychellen              | 10     |